# دباق النجمي
الدباق النجمي (بالإنجليزية: Astrogliosis)‏ (المعروف أيضًا باسم كثرة الخلايا النجمية أو يُشار إليه باسم داء النجم التفاعلي) هو زيادة غير طبيعية في عدد الخلايا النجمية بسبب تدمير الخلايا العصبية القريبة من صدمة الجهاز العصبي المركزي (CNS) أو العدوى أو نقص التروية أو السكتة الدماغية أو استجابات المناعة الذاتية أو مرض التنكس العصبي. في الأنسجة العصبية السليمة، تلعب الخلايا النجمية أدوارًا مهمة في توفير الطاقة، وتنظيم تدفق الدم، واستتباب السوائل خارج الخلية، واستتباب الأيونات وأجهزة الإرسال، وتنظيم وظيفة المشبك وإعادة التشكيل المتشابك. يغير النجم النجمي التعبير الجزيئي ومورفولوجيا الخلايا النجمية، واستجابةً للعدوى، على سبيل المثال، في الحالات الشديدة التي تسبب تكوين ندبة دبقية قد تمنع تجديد محور عصبي.

## الأسباب
داء النجم التفاعلي هو طيف من التغييرات في الخلايا النجمية التي تحدث استجابةً لجميع أشكال إصابة وأمراض الجهاز العصبي المركزي. تختلف التغييرات الناتجة عن داء النجوم النجمي التفاعلي باختلاف شدة إهانة الجهاز العصبي المركزي على طول سلسلة متصلة متدرجة من التغيرات التدريجية في التعبير الجزيئي والتضخم الخلوي التدريجي والانتشار وتشكيل الندوب.
قد تتسبب الإهانات التي تتعرض لها الخلايا العصبية في الجهاز العصبي المركزي بسبب العدوى أو الصدمة أو نقص التروية أو السكتة الدماغية أو النوبات المتكررة أو استجابات المناعة الذاتية أو غيرها من الأمراض التنكسية العصبية في ظهور الخلايا النجمية التفاعلية.
عندما يكون النجم النجمي مرضيًا بحد ذاته، فبدلًا من الاستجابة الطبيعية لمشكلة مرضية، يشار إليه باسم اعتلال الخلايا النجمية.

## الوظائف والتأثيرات
قد تستفيد الخلايا النجمية التفاعلية أو تضر بالخلايا العصبية وغير العصبية المحيطة. يخضعون لسلسلة من التغييرات التي قد تغير أنشطة الخلايا النجمية من خلال اكتساب أو فقدان الوظائف التي تقرض الحماية والإصلاح العصبي، والتندب الدبقي، وتنظيم التهاب الجهاز العصبي المركزي.

### حماية وإصلاح الأعصاب
تكاثر الخلايا النجمية التفاعلية أمر بالغ الأهمية لتكوين الندبات ووظيفتها لتقليل انتشار واستمرار الخلايا الالتهابية، والحفاظ على إصلاح الحاجز الدموي الدماغي (BBB) ، وتقليل تلف الأنسجة وحجم الآفة، وتقليل فقدان الخلايا العصبية وإزالة الميالين.
تدافع الخلايا النجمية التفاعلية ضد الإجهاد التأكسدي من خلال إنتاج الجلوتاثيون وتتحمل مسؤولية حماية خلايا الجهاز العصبي المركزي من سمية NH4+. تحمي خلايا وأنسجة الجهاز العصبي المركزي من خلال طرق مختلفة، مثل امتصاص الغلوتامات السامة للإثارة، وإطلاق الأدينوزين، وتحلل ببتيدات الأميلويد بيتا. يسهل أيضًا إصلاح الخلل في الحاجز الدموي الدماغي عن طريق الخلايا النجمية التفاعلية من خلال تفاعل أطرافها المباشرة (البنية المميزة للخلايا النجمية) مع جدران الأوعية الدموية التي تحفز خصائص حاجز الدم في الدماغ.
كما ثبت أنها تقلل من الوذمة الوعائية بعد الصدمة أو السكتة الدماغية أو استسقاء الرأس.

### تشكيل الندبة
تتواجد الخلايا النجمية التفاعلية المنتشرة على طول الحدود بين الأنسجة السليمة وجيوب الأنسجة التالفة والخلايا الالتهابية. عادة ما يعثر على هذا بعد استجابة التهابية سريعة محفزة محليًا لإصابة رضحية حادة في النخاع الشوكي والدماغ. في شكله المتطرف، يمكن أن يؤدي داء النجوم النجمي التفاعلي إلى ظهور الخلايا النجمية المتكاثرة حديثًا وتكوين الندبات استجابةً لتلف الأنسجة الشديد أو الالتهاب.
تشمل المحفزات الجزيئية التي تؤدي إلى تكوين الندبة عامل نمو البشرة (EGF)، وعامل نمو الأرومة الليفية (FGF)، والبطين الداخلي 1، والأدينوزين ثلاثي الفوسفات (ATP). يمكن للخلايا النجمية الناضجة الدخول مرة أخرى في دورة الخلية والتكاثر أثناء تكون الندبة. يمكن أن تشتق بعض الخلايا النجمية التفاعلية المنتشرة من الخلايا السلفية NG2 في الحمة المحلية من أسلاف الخلايا البطانية بعد الإصابة أو السكتة الدماغية. هناك أيضًا أسلاف متعددة القدرات في الأنسجة تحت البطانة التي تعبر عن البروتين الحمضي الليفي الدبقي (GFAP) وتولد خلايا نسل تهاجر نحو مواقع الإصابة بعد الصدمة أو السكتة الدماغية.

### تنظيم الالتهاب
ترتبط الخلايا النجمية التفاعلية بالوظيفة الطبيعية للخلايا النجمية. تشارك الخلايا النجمية في التنظيم المعقد لالتهاب الجهاز العصبي المركزي الذي من المحتمل أن يعتمد على السياق وينظمه أحداث الإشارات متعددة الوسائط خارج وداخل الخلايا. لديهم القدرة على صنع أنواع مختلفة من الجزيئات مع إمكانات مؤيدة أو مضادة للالتهابات استجابة لأنواع مختلفة من التحفيز. تتفاعل الخلايا النجمية على نطاق واسع مع الخلايا الدبقية الصغيرة وتلعب دورًا رئيسيًا في التهاب الجهاز العصبي المركزي. يمكن أن تؤدي الخلايا النجمية التفاعلية بعد ذلك إلى وظيفة غير طبيعية للخلايا النجمية وتؤثر على تنظيمها واستجابتها للالتهاب.
فيما يتعلق بالتأثيرات المضادة للالتهابات، تساعد الخلايا النجمية المتفاعلة المكونة للندبات في تقليل انتشار الخلايا الالتهابية أثناء الاستجابات الالتهابية التي تبدأ محليًا للإصابة الرضحية أو أثناء الاستجابات المناعية التكيفية المحيطية. فيما يتعلق بالقدرة المؤيدة للالتهابات، ترتبط جزيئات معينة في الخلايا النجمية بزيادة في الالتهاب بعد الإصابة الرضحية. 